# Torneo de Copa Banco Popular 2015
Das Torneo de Copa Banco Popular 2015 war die 44. Auflage des Torneo de Copa de Costa Rica, des nationalen Pokalwettbewerbes Costa Ricas. Sie wurde vom Ligaverband UNAFUT im Auftrag der FEDEFUTBOL (costa-ricanischer Fußballverband) organisiert. Teilnehmer waren sowohl Vereine der Liga de Fútbol de Primera División (FPD), als auch der Liga de Ascenso-Segunda División. Cartago konnte seinen Titel verteidigen, und errung somit seinen insgesamt fünften Pokalsieg.

## Teilnehmer
Für die Copa Popular qualifizierten sich alle Vereine der Liga de Fútbol de Primera División 2014/15 sowie die acht besten Mannschaften der zweitklassigen Liga de Ascenso-Segunda División 2014/15.
Puntarenas FC zog sich kurz aufgrund einer Restrukturierung seines Kaders zur neuen Saison hin aus dem Pokalwettbewerb zurück und wurde durch AD Turrialba FC ersetzt, da dieser Verein kurzfristig einspringen konnte.
| Startplatz                    | Verein                       | Herkunft (Ort, Provinz)   | Meistertitel | Pokalsiege |
| ----------------------------- | ---------------------------- | ------------------------- | ------------ | ---------- |
| 01. Gesamttabelle FPD 2014/15 | LD Alajuelense               | Alajuela, Alajuela        | 28           | 9          |
| 02. Gesamttabelle FPD 2014/15 | CD Saprissa                  | Tibás, San José           | 31           | 6          |
| 03. Gesamttabelle FPD 2014/15 | CS Herediano                 | Heredia, Heredia          | 24           | 10         |
| 04. Gesamttabelle FPD 2014/15 | CS Cartaginés                | Cartago, Cartago          | 3            | 4          |
| 05. Gesamttabelle FPD 2014/15 | AD Santos de Guápiles        | Guápiles, Limón           | 0            | 0          |
| 06. Gesamttabelle FPD 2014/15 | AD Municipal Pérez Zeledón   | Pérez Zeledón, San José   | 0            | 0          |
| 07. Gesamttabelle FPD 2014/15 | CF Universidad de Costa Rica | Montes de Oca, San José   | 1            | 1          |
| 08. Gesamttabelle FPD 2014/15 | AD Carmelita                 | Alajuela, Alajuela        | 1            | 0          |
| 09. Gesamttabelle FPD 2014/15 | Belén FC                     | Belén, Heredia            | 0            | 1          |
| 10. Gesamttabelle FPD 2014/15 | CS Uruguay de Coronado       | Coronado, San José        | 1            | 0          |
| 11. Gesamttabelle FPD 2014/15 | Limón FC                     | Puerto Limón, Limón       | 0            | 0          |
| 12. Gesamttabelle FPD 2014/15 | AS Puma Generaleña           | Pérez Zeledón, San José   | 0            | 0          |
| 01. Liga de Ascenso 2014/15   | AD Municipal Liberia         | Liberia, Guanacaste       | 1            | 0          |
| 02. Liga de Ascenso 2014/15   | Puntarenas FC                | Puntarenas, Puntarenas    | 0            | 0          |
| 03. Liga de Ascenso 2014/15   | AD Cariari Pococí            | Cariari (Pococí), Limón   | 0            | 0          |
| 04. Liga de Ascenso 2014/15   | CD Barrio México             | Goicoechea, San José      | 0            | 2          |
| 05. Liga de Ascenso 2014/15   | AD Selección de Osa          | Puerto Cortés, Puntarenas | 0            | 0          |
| 06. Liga de Ascenso 2014/15   | AD Aserrí FC                 | Aserrí, San José          | 0            | 0          |
| 07. Liga de Ascenso 2014/15   | AD Guanacasteca              | Nicoya, Guanacaste        | 0            | 0          |
| 08. Liga de Ascenso 2014/15   | ADJ Escazuceña               | Escazú, San José          | 0            | 0          |
| 16. Liga de Ascenso 2014/15   | AD Turrialba                 | Turrialba, Cartago        | 0            | 2          |

## Austragungsmodus
Der Pokalwettbewerb wurde von Juli bis November im K.-o.-Modus, vom Sechzehntelfinale bis hin zum Finale, ausgetragen. In den ersten beiden Runden, sowie im Finale wurde der Sieger in einem einzigen Spiel über 90 Minuten (anschließend gegebenenfalls Verlängerung und Elfmeterschießen) entschieden, während Viertelfinale und Halbfinale mit Hin- und Rückspiel ausgespielt wurden.
Da am Turnier 20 Vereine teilnahmen, qualifizierten sich sowohl im Achtelfinale als auch im Viertelfinale jeweils der beste Verlierer für die nächste Runde, um das Teilnehmerfeld so bis zum Halbfinale auf vier Mannschaften zu reduzieren.
Die Spielpaarungen wurden in jeder Runde vom Exekutiv- sowie vom Organisationskomitee festgelegt, wobei sportliche, finanzielle und geographische Kriterien in Betracht gezogen wurden. Grundsätzlich galt, dass die Zweitligavereine Heimrecht haben und auf Mannschaften der FPD treffen.

## Finanzierung
Das Turnier wurde vor allem vom Hauptsponsor Banco Popular und den Nebensponsoren Coca-Cola und Centrum finanziert. Zusätzlich wurde der Ticketverkauf zentral vom Ligaverband UNAFUT durchgeführt und deren Erlös floss in denselben Topf. Außerdem stellte die UNAFUT Teile ihres Jahresetats bereit.
Insgesamt kostete die Organisation des Turniers 200 Millionen Colones (ca. 400.000 US-Dollar). Aus den Einnahmen aus Sponsoring und Ticketverkauf wurden die Logistik (Anmietung der Stadion, Transport etc.) und die Preisgelder finanziert.

## Ergebnisse

### Sechzehntelfinale
Die zehn Begegnungen im Sechzehntelfinale wurden jeweils in einem einzigen Spiel entschieden, wobei bei einem Remis nach 90 Minuten direkt zum Elfmeterschießen übergegangen wird.
Die Zweitligisten hatten in dieser Runde Heimrecht. Im Fall von Guanacasteca wurde das Spiel aufgrund von Problemen mit dem Flutlicht ins nächstgelegene Liberia verlegt. Escazú traf im Colleya Fonseca-Stadion auf die UCR, da das eigene Stadion die Voraussetzungen nicht erfüllte.
| Datum                 |                      | Ergebnis              |                               | Ort                                  |
| --------------------- | -------------------- | --------------------- | ----------------------------- | ------------------------------------ |
| 04.07.2015, 14:00 Uhr | AD Selección de Osa  | 0:3 (0:0)             | CS Herediano                  | Estadio Municipal de Ciudad Cortés   |
| 05.07.2015, 11:00 Uhr | AS Puma Generaleña   | 2:4 (0:0)             | AD Municipal de Pérez Zeledón | Estadio Municipal Otto Ureña Fallas  |
| 05.07.2015, 11:00 Uhr | AD Municipal Liberia | 2:2 (2:0) (2:4 i. E.) | CS Cartaginés                 | Estadio Edgardo Baltodano Briceño    |
| 05.07.2015, 11:00 Uhr | ADJ Escazuceña       | 0:0 (5:6 i. E.)       | CF Universidad de Costa Rica  | CDI José Joaquín "Colleya" Fonseca   |
| 05.07.2015, 13:00 Uhr | AD Turrialba         | 2:2 (0:0) (3:4 i. E.) | LD Alajuelense                | Estadio Rafael Ángel Camacho Cordero |
| 05.07.2015, 14:00 Uhr | AD Aserrí FC         | 0:6 (0:1)             | CS Uruguay de Coronado        | Estadio ST Center                    |
| 05.07.2015, 14:00 Uhr | Limón FC             | 1:2 (1:0)             | AD Santos de Guápiles         | Estadio Juan Gobán Quirós            |
| 05.07.2015, 15:00 Uhr | AD Cariari Pococí    | 0:0 (5:4 i. E.)       | AD Carmelita                  | Estadio Comunal de Cariari           |
| 05.07.2015, 15:00 Uhr | CD Barrio México     | 0:0 (1:4 i. E.)       | Belén FC                      | CDI José Joaquín "Colleya" Fonseca   |
| 08.07.2015, 20:00 Uhr | AD Guanacasteca      | 1:2 (1:0)             | CD Saprissa                   | Estadio Edgardo Baltodano Briceño    |

### Achtelfinale
Die fünf Begegnungen im Achtelfinale wurden jeweils in einem einzigen Spiel entschieden, wobei bei einem Remis nach 90 Minuten direkt zum Elfmeterschießen übergegangen wird.
Neben den fünf Siegern, qualifizierte sich der beste Verlierer (höchste Anzahl der geschossenen Tore nach 90 Minuten) ebenfalls für das Viertelfinale.
| Datum                 |                | Ergebnis              |                              | Ort                                         |
| --------------------- | -------------- | --------------------- | ---------------------------- | ------------------------------------------- |
| 09.07.2015, 20:00 Uhr | LD Alajuelense | 2:2 (0:1) (1:3 i. E.) | AD Santos de Guápiles        | Estadio Alejandro Morera Soto               |
| 12.07.2015, 11:00 Uhr | CS Cartaginés  | 4:1 (2:0)             | CS Uruguay de Coronado       | Estadio José Rafael "Fello" Meza Ivancovich |
| 12.07.2015, 13:15 Uhr | CD Saprissa    | 0:0 (5:6 i. E.)       | AD Municipal Pérez Zeledón   | CDI José Joaquín "Colleya" Fonseca          |
| 12.07.2015, 14:00 Uhr | Belén FC       | 3:0 (0:0)             | AD Cariari Pococí            | Estadio Eladio Rosabal Cordero              |
| 15.07.2015, 20:00 Uhr | CS Herediano   | 2:1 (0:1)             | CF Universidad de Costa Rica | Estadio Eladio Rosabal Cordero              |

### Viertelfinale
Das Viertelfinale wurde über zwei Wochenenden in Hin- und Rückspielen ausgetragen. Neben den fünf Siegern der Begegnungen des Achtelfinales, war außerdem Alajuela als bester Verlierer eine Runde weiter gekommen.
Die drei Sieger des Viertelfinales, sowie der beste Verlierer (höchste Anzahl der geschossenen Tore in 180 Minuten), qualifizierten sich für das Halbfinale im September.
| Datum                 |                            | Ergebnis  |                            | Ort                                         |
| --------------------- | -------------------------- | --------- | -------------------------- | ------------------------------------------- |
| 19.07.2015, 12:00 Uhr | AD Municipal Pérez Zeledón | 5:4 (2:1) | CS Cartaginés              | Estádio Municipal Otto Ureña Fallas         |
| 26.07.2015, 14:30 Uhr | CS Cartaginés              | 1:1 (0:1) | AD Municipal Pérez Zeledón | Estadio Jose Rafael "Fello" Meza Ivancovich |
| Gesamt:               | AD Municipal Pérez Zeledón | 6:5       | CS Cartaginés              |                                             |

| Datum                 |                       | Ergebnis  |                       | Ort                            |
| --------------------- | --------------------- | --------- | --------------------- | ------------------------------ |
| 20.07.2015, 20:00 Uhr | LD Alajuelense        | 2:0 (1:0) | AD Santos de Guápiles | Estadio Alejandro Morera Soto  |
| 29.07.2015, 20:00 Uhr | AD Santos de Guápiles | 1:2 (0:1) | LD Alajuelense        | Estadio Ebal Rodríguez Aguilar |
| Gesamt:               | LD Alajuelense        | 4:1       | AD Santos de Guápiles |                                |

| Datum                 |              | Ergebnis  |              | Ort                            |
| --------------------- | ------------ | --------- | ------------ | ------------------------------ |
| 21.07.2015, 20:00 Uhr | CS Herediano | 3:2 (0:2) | Belén FC     | Estadio Eladio Rosabal Cordero |
| 25.07.2015, 20:00 Uhr | Belén FC     | 0:2 (0:0) | CS Herediano | Estadio Eladio Rosabal Cordero |
| Gesamt:               | CS Herediano | 5:2       | Belén FC     |                                |

### Halbfinale
Das Halbfinale wurde in Hin- und Rückspielen ausgetragen. Neben den drei Siegern der Begegnungen des Viertelfinales, war außerdem Cartago als bester Verlierer eine Runde weiter gekommen.
Die beiden Sieger qualifizierten sich für das Finale.
| Datum                 |                            | Ergebnis  |                            | Ort                                         |
| --------------------- | -------------------------- | --------- | -------------------------- | ------------------------------------------- |
| 02.09.2015, 20:00 Uhr | CS Cartaginés              | 1:0 (0:0) | AD Municipal Pérez Zeledón | Estadio José Rafael "Fello" Meza Ivancovich |
| 30.09.2015, 20:00 Uhr | AD Municipal Pérez Zeledón | 1:4 (1:3) | CS Cartaginés              | Estadio Municipal Otto Ureña                |
| Gesamt:               | CS Cartaginés              | 5:1       | AD Municipal Pérez Zeledón |                                             |

| Datum                 |                | Ergebnis  |                | Ort                            |
| --------------------- | -------------- | --------- | -------------- | ------------------------------ |
| 02.09.2015, 20:00 Uhr | LD Alajuelense | 1:2 (0:2) | CS Herediano   | Estadio Alejandro Morera Soto  |
| 30.09.2015, 20:00 Uhr | CS Herediano   | 3:2 (1:2) | LD Alajuelense | Estadio Eladio Rosabal Cordero |
| Gesamt:               | LD Alajuelense | 3:5       | CS Herediano   |                                |

### Finale
| Datum                 |              | Ergebnis              |               | Ort              |
| --------------------- | ------------ | --------------------- | ------------- | ---------------- |
| 19.11.2015, 20:00 Uhr | CS Herediano | 1:1 (0:1) (1:3 i. E.) | CS Cartaginés | Estadio Nacional |